# Stanisław Uliński
Stanisław Uliński herbu Dołęga – podczaszy przemyski w 1600 roku.
Syn Krzysztofa. Studiował na Uniwersytecie w Ingolstadt w 1583 roku.